# Eleftheria Eleftheriou
Eleftheria Eleftheriou, född 12 maj 1989 i Paralimni i Cypern, är en grek-cypriotisk sångerska.

## Karriär

### The X Factor
Eleftheriou föddes och växte upp på Cypern.
År 2008 gjorde hon audition till den första säsongen av den grekiska The X Factor. Hon fick tre "Ja" av de fyra jurymedlemmarna och skulle ha gått vidare i tävlingen men hon bestämde själv att hoppa av. 
År 2009 försökte hon dock att komma med igen, denna gången i den andra säsongen. Nu fick hon "Ja" från alla fyra jurymedlemmarna. Hon blev ordentligt känd med sitt deltagande i programmet även om hon bara lyckades nå en tolfte plats. Strax efter att ha blivit utlsagen från programmet fick hon skivkontrakt med Sony Music.

### Eurovision
Hon blev först känd för sitt deltagande i Cyperns nationella uttagning till Eurovision Song Contest 2006 där hon framförde låten "Play That Melody to Me" tillsammans med Maria Zorli. Hon tog sig vidare från den andra semifinalen den 12 februari och i finalen den 22 februari slutade de på sjunde plats med 32 poäng.
År 2010 skulle hon ha deltagit i Greklands nationella uttagningsfinal till Eurovision Song Contest 2010 med låten "Tables are Turning". Hon blev dock diskvalificerad från tävlingen då hennes låt läckte ut på nätet.

### Fortsatt karriär
Trots att hon blev diskvalificerad släppte hon låten som sin debutsingel fast på grekiska som "Kentro Tou Kosmou". Även en musikvideo spelades in och släpptes kort därefter. Den 5 mars 2010 släpptes både den engelska och den grekiska versionen för digital nedladdning. Under slutet av år 2009 och slutet av 2010 gjorde hon klubbframträdanden tillsammans med bland andra Sakis Rouvas, Tamta och Nikos Vertis.
Den 6 oktober 2010 släppte hon sin andra singel "Otan Hamilonoume To Fos" med musik komponerad av Giannis Iermias och text skriven av aidon Samsidis. I mars 2011 var hon med och sjöng i duon Housetwins låt "Never" under namnet "Elle", en sorts förkortning på sitt namn. Även en musikvideo släpptes till låten som hon är med i. Den 1 december 2011 meddelades det att hon hade lämnat Sony Music Greece och skrivit under för Universal Music Group istället.

### Eurovision 2012
Den 5 mars 2012 meddelades det att hon var en av fyra artister som skulle delta i Greklands nationella uttagningsfinal till Eurovision Song Contest 2012 och att hon skulle framföra låten "Aphrodisiac". Den 12 mars i den nationella finalen vann hon tävlingen och fick därmed representera landet i Baku i Azerbajdzjan. Hon gjorde sitt framträdande i den första semifinalen den 22 maj. Hon tog sig vidare till finalen som hölls den 26 maj. Där placerade sig hon på en sjuttonde plats med 64 poäng.

## Diskografi

### Singlar
- 2010 – Kentro Tou Kosmou (grekiska versionen av "Tables are Turning")
- 2010 – Tables are Turning
- 2010 – Otan Hamilonoume To Fos
- 2011 – Never (med Housetwins)
- 2012 – Aphrodisiac
- 2012 – Hearts Collide
- 2013 – Teliosame
- 2013 – Taxidi Stin Vrochi
- 2014 – Gia Sena
- 2014 – Eternally
- 2015 – Nychtes Kaftes
- 2015 – Kane Mia Efhi
- 2016 – Ston Kosmo Ton Diko Tis
- 2016 – Mamma Mia
- 2017 – Soma Vlema Kai Psychi
- 2018 – S'Efxaristo
- 2019 – Bonita